# San José-missie

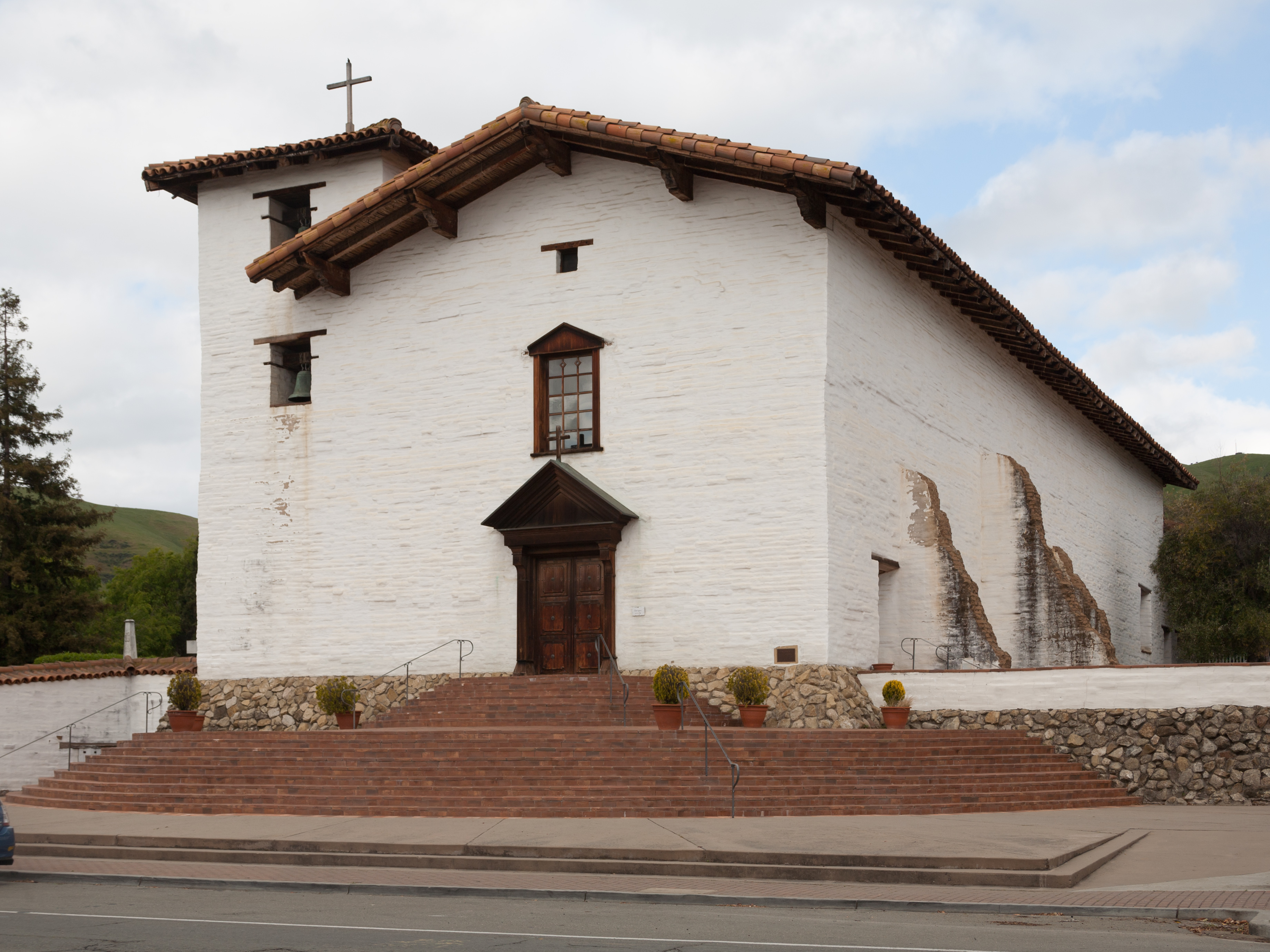
Missiekerk

De San José-missie (Engels: Mission San José, Spaans: La Misión del Gloriosísimo Patriarca Señor San José) is een historische, rooms-katholieke missie in Fremont, in de Amerikaanse staat Californië. De missiepost werd op 11 juni 1797 gesticht door franciscanen als de veertiende Spaanse missie in Alta California. Na de Mexicaanse secularisatie van 1833 ging het langzaam bergaf met de missie. De huidige missiekerk – nu in gebruik als kapel van de parochie Saint Joseph Catholic Church – is een recente reconstructie van de adobe kerk uit 1809. Andere, gereconstrueerde gebouwen van de missie dienen als museum.
De missie ligt in het oosten van Fremont, in een buurt die naar haar genoemd is (Mission San Jose) en die tot 1957 een aparte gemeente was. In de onmiddellijke omgeving zijn een community college, Ohlone College, en verschillende katholieke scholen gevestigd. Achter de missie ligt een klooster van dominaanse zusters, opgericht rond 1876.